# 1 Kompania Ukraińskich Legionistów
1 Kompania Ukraińskich Legionistów (chorw. 1ša satnija Ukrajinska Legionara) – ochotnicza jednostka wojskowa złożona z Ukraińców w chorwackich siłach zbrojnych podczas II wojny światowej.

## Historia
Latem 1941 r. duchowny prawosławny Wasilij Strilczyk skierował pismo do gen. Edmunda Glaise von Horstenaua, niemieckiego generała pełnomocnego w Niepodległym Państwie Chorwackim, w którym proponował sformowanie legionu narodowego z miejscowej młodzieży ukraińskiej. Legion miałby zostać odprawiony na front wschodni do walki z Armią Czerwoną. Pomysł ten wywołał opór działaczy ukraińskich z Zagrzebia. Ich przedstawiciel Wasyl Wojtanowskij, działacz OUN-M, który stał na czele Ukraińskiego Przedstawicielstwa przy władzach NDH, zwrócił się do dowództwa Chorwackiej Domobrany, aby sformować taką jednostkę wojskową. Wkrótce głównodowodzący chorwackimi siłami zbrojnymi i minister wojny marszałek Slavko Kvaternik wyraził zgodę na utworzenie Legionu Ukraińskiego. 
Jesienią w Varaždinie rozpoczął się werbunek ochotników. Zgłosiło się ok. 1,5 tys. Ukraińców i Rusinów. Część z nich była członkami Ukraińskiej Partii Faszystowskiej. Oficerami zostali Chorwaci. Szkolenie jednostki prowadzili nie tylko oficerowie Chorwackiej Domobrany, ale też b. oficerowie Armii Czynnej Ukraińskiej Republiki Ludowej, mieszkający przed wojną w Jugosławii. Wiosną 1942 r. jednostkę nazwano oficjalnie 1 Kompanią Ukraińskich Legionistów. Dowództwo objął nieznany b. oficer Armii Czynnej URL. Legioniści nosili mundury chorwackie z tarczką z tryzubem na ramieniu. Latem jednostka została skierowana do walki przeciwko serbskim czetnikom. Były one prowadzone w Bośni w rejonie Prnjavor-Derventa-Kozara. Ukraińcy byli jednak rozczarowani, że wbrew pierwotnym planom nie wysłano ich na front wschodni. Ponadto kompania została przekazana z Domobrany do Sił Zbrojnych Ustaszy. W rezultacie do masowych dezercji. W ciągu roku liczebność jednostki spadła do zaledwie ok. 150 żołnierzy.  Legioniści nie okazali się tak żądni krwi, jak ustasze. Do wiosny 1943 r. udawało im się unikać większych strat, gdyż przeważnie byli trzymani w rezerwie. Doszło wówczas do ciężkich walk w rejonie Bihacia. Nowym dowódcą został wówczas Władymyr Pankiw, pełniący wcześniej funkcję oficera propagandowego. Pod koniec 1943 r. jednostka liczyła już tylko ok. 50 ludzi. Chorwaci ogłosili nowy werbunek ludności ukraińskiej, ale nie przyniósł on większego rezultatu. Było to spowodowane głównie blokadą punktów werbunkowych przez partyzanckie oddziały czetników. 
Wiosną 1945 r. resztki kompanii wraz z wojskami chorwackimi wycofywały się na terytorium Austrii. Na obszarze Słowenii zostały jednak zaatakowane przez siły jugosłowiańskie Josipa Broza Tity. Dalsze losy Ukraińców są nieznane. Wiadomo jedynie, że W. Pankiw popełnił samobójstwo. Prawdopodobnie ocaleli legioniści zostali rozstrzelani przez komunistów.